# Ијасент Клозе
Ијасент Елеонор Клозе (фр. Hyacinthe Eléonore Klosé; Крф, 11. октобар 1808 — Париз, 29. август 1880) био је француски кларинетиста, композитор и професор на Конзерваторијуму у Паризу.

## Школовање и рад
Учио је у Паризу код Фредерика Бера (Frédéric Berr), којег је наследио као професор на тамошњем конзерваторијуму. Био је врстан педагог. На Париском конзерваторијуму имао је много запажених ученика. Као предавач радио је од 1839. до 1868.
Почетком 1836. свирао је други кларинет у Италијанском позоришту (Théâtre Italien) (први кларинет је био Фредерик Бер), а 1838, након Берове смрти, уз Ивана Милера (Ivan Miller). Када је Иван Милер 1841. напустио Италијанско позориште, Клозе је постао соло-кларинетиста.

## Значај и дела
Познат је по побољшању дизајна модерног кларинета, при чему је користио искуства Теобалда Бема (Theobald Boehm), немачког (баварског) виртуоза на флаути и иноватора, који је усавршио механизам клапни на флаути. 
Од 1839. до 1843. Клозе је, уз помоћ Луја Огиста Бифеа из фирме Бифе Крампон (Buffet Crampon) конструисао Бемов механизам кларинета. смисливши другачији распоред дирки и отвора за прсте, што је омогућило једноставнији прсторед, а самим тим и бољу технику и чистију интонацију при свирању кларинета. 
Бемов систем постепено је постао стандардни систем кларинета који се данас користи ђиром света, сем у Немачкој и Аустрији. У овим земљама се и данас Олеров систем (Oehler) кларинета који има више дирки него Бем систем. Неки савремени диксиленд и клезмер свирачи и даље користе Албертов (Albert) систем, који има једноставнији прсторед, што омогућује лакше везивање тонова и глисанда међу њима. 
Поред краћих дела за кларинет, Клозе је компоновао и неколико корачница за дувачки оркестар. Написао је три уџбеника за саксофон и уџбеник за кларинет 1844. (Grande méthode pour la clarinette à anneaux mobiles. Ново издање је било 1942; на енглеском 1874. и 1906).